# Affaire Adèle Haenel
Pour un article plus général, voir Violences sexuelles et sexistes dans le cinéma français.
Le texte peut changer fréquemment, n’est peut-être pas à jour et peut manquer de recul. 
Le titre et la description de l'acte concerné reposent sur la qualification juridique retenue lors de la rédaction de l'article et peuvent évoluer en même temps que celle-ci.
Le 3 novembre 2019, Mediapart publie une enquête sur la relation entre le réalisateur de cinéma Christophe Ruggia et l'actrice Adèle Haenel. Celle-ci accuse le réalisateur d'« attouchements » et de « harcèlement sexuel » alors qu'elle était âgée entre 12 et 15 ans, consécutivement au tournage du film Les Diables, et se rendait chez lui les week-ends. Le 4 novembre, la Société des réalisateurs de films annonce entamer une procédure de radiation à l'encontre de Christophe Ruggia. Le même jour, Adèle Haenel livre un long entretien filmé à Mediapart. Elle explique notamment pourquoi elle n'a pas porté plainte contre Christophe Ruggia, affirmant que la justice est défaillante dans le genre de cas qui la concerne. Le parquet s'auto-saisit de l'affaire sur les chefs d'accusation de « harcèlement sexuel » et « agression sexuelle ». Une fois auditionnée, Adèle Haenel décide finalement de porter plainte, et Christophe Ruggia est mis en examen.
De nombreux observateurs estiment que la prise de parole d'Adèle Haenel, dans le prolongement du mouvement #MeToo, constitue un événement pour l'émancipation des femmes dans le cinéma et au-delà. Les principales instances représentatives du cinéma français et certaines de ses grandes figures lui apportent leur soutien. Adèle Haenel appelle plus globalement à une libération de la parole des victimes de violences sexuelles et évoque pour elle un nouvel « engagement politique ».
En outre, sa prise de parole rejaillit indirectement sur le réalisateur Roman Polanski, encourageant Valentine Monnier à livrer, quelques jours plus tard, une accusation de viol à l'encontre de ce dernier alors qu'il fait déjà l'objet d'autres accusations de violences sexuelles et qu'il est considéré comme un fugitif par Interpol pour des faits d'abus sexuel sur mineure, à quelques jours de la sortie de son film J'accuse dont la promotion se trouve perturbée.

## Enquête, entretien et droit de réponse publiés parMediapart

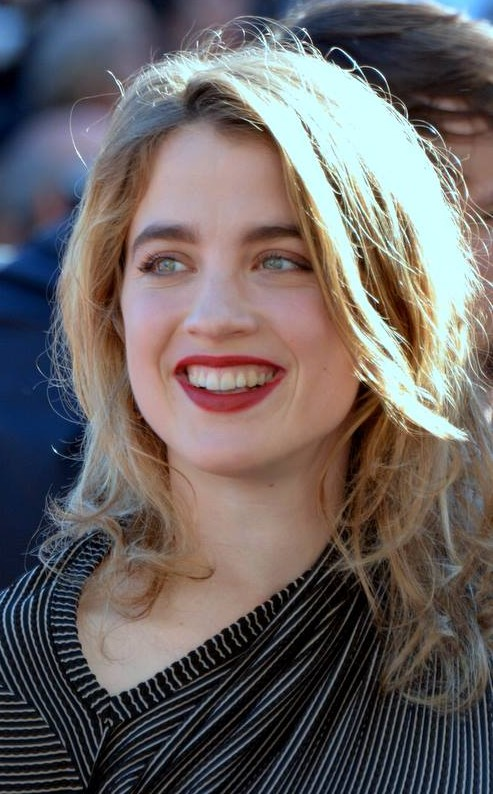
Adèle Haenel

Dans une longue enquête réalisée par Marine Turchi, et publiée le 3 novembre 2019 sur Mediapart, Adèle Haenel dénonce « l’emprise » qu'avait sur elle le réalisateur Christophe Ruggia à partir du tournage du film Les Diables. Elle affirme que, après le tournage du film, sa relation avec le réalisateur a « glissé vers autre chose ». Elle l'accuse d’« attouchements » et de « harcèlement sexuel » entre 2001 et 2004, alors qu’elle était âgée de 12 à 15 ans,,. Les faits allégués se sont déroulés lors de rendez-vous réguliers, le week-end, dans l'appartement parisien du réalisateur, où la conduisait parfois son père,. Elle déclare avoir été victime de ce qu'elle considère « clairement comme de la pédophilie et du harcèlement sexuel » :

« Il cherchait à avoir des relations sexuelles avec moi. […] Je m’asseyais toujours sur le canapé et lui en face dans le fauteuil, puis il venait sur le canapé, me collait, m’embrassait dans le cou, sentait mes cheveux, me caressait la cuisse en descendant vers mon sexe, commençait à passer sa main sous mon T-shirt vers la poitrine. Il était excité, je le repoussais mais ça ne suffisait pas, il fallait toujours que je change de place. […] il m’en voulait de ne pas consentir, cela déclenchait des crises de sa part à chaque fois »

Elle déclare que le registre de ces crises était la « culpabilisation » et ajoute : « il partait du principe que c'était une histoire d'amour et qu'elle était réciproque, que je lui devais quelque chose, que j'étais une sacrée garce de ne pas jouer le jeu de cet amour après tout ce qu'il m'avait donné. À chaque fois je savais que ça allait arriver. Je n'avais pas envie d'y aller, je me sentais vraiment mal, si sale que j'avais envie de mourir. Mais il fallait que j'y aille, je me sentais redevable »,,.
L'enquête de Mediapart ajoute aux propos d'Adèle Haenel une trentaine de récits et deux lettres signées par le réalisateur à l’attention de la jeune actrice, datant de juillet 2006 et juillet 2007, dans lesquelles il évoque son « amour » pour elle et déplore de devoir « continuer à vivre avec cette blessure et ce manque ».

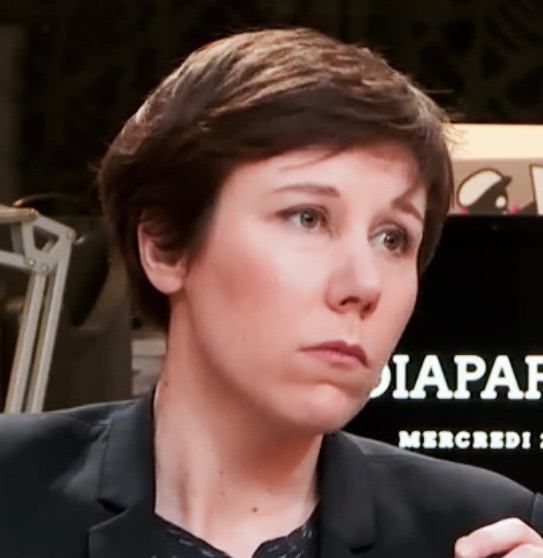
La journaliste Marine Turchi.

Dans un entretien vidéo avec Edwy Plenel et Marine Turchi, publié le 4 novembre, l'actrice explique pourquoi elle est sortie du silence,. Elle détaille trois raisons principales : le visionnage du documentaire Leaving Neverland sur Michael Jackson, dans lequel Wade Robson et James Safechuck affirment avoir été victimes d'abus sexuels de la part du chanteur lorsqu'ils étaient mineurs ; une solidarité avec les victimes de #MeToo ; et enfin, le fait que le réalisateur prépare un autre film intitulé L'émergence des papillons, avec des adolescents auxquels il donne les mêmes noms que ceux utilisés dans le film Les Diables, soit Chloé et Joseph :

« Je trouvais que c'était vraiment abusé, que c'était vraiment un dernier pied de nez pour faire comme si ça ne s'était pas passé […] C'était hyper humiliant et ça me mettait encore plus en colère. Je me suis dit : « Mais il peut pas refaire un film avec des adolescents ! Je ne peux pas laisser faire ça ! » »

Le même jour, l'ensemble du conseil d'administration de la Société des réalisateurs de films (SRF) vote le lancement d'une procédure de radiation à l'encontre de Christophe Ruggia, qui, pour sa part, conteste « catégoriquement avoir exercé un harcèlement quelconque ou toute espèce d’attouchement sur cette jeune fille alors mineure ». Peu après, il fait paraître un droit de réponse sur Mediapart. Il raconte qu'une « relation, personnelle et professionnelle forte s’est construite » pendant cinq à six mois entre lui et Adèle Haenel à l'occasion du tournage du film Les Diables. Il déclare qu'il a eu envie après le tournage de maintenir le lien qui s'était noué avec ses jeunes acteurs Vincent Rottiers et Adèle Haenel, et qu'il leur a proposé de se « revoir à l’occasion ». Selon lui, Adèle Haenel a « bondi sur l’occasion » et lui a proposé qu'ils se voient le samedi suivant, puis elle est venue chez lui tous les samedis. Il conteste les accusations de « pédophilie » et déclare ne jamais avoir eu à l'égard d'Adèle Haenel « les gestes physiques et le comportement de harcèlement sexuel » dont elle l’accuse. Il affirme avoir « commis l’erreur de jouer les pygmalions avec les malentendus et les entraves qu’une telle posture suscite ». Il évoque une « emprise involontaire » du « metteur en scène à l’égard de l’actrice ». Il ajoute : « Je n'avais pas vu que mon adulation et les espoirs que je plaçais en elle avaient pu lui apparaître, compte tenu de son jeune âge, comme pénibles à certains moments. Si c'est le cas et si elle le peut, je lui demande de me pardonner »,.
Dans l'entretien accordé à Mediapart, Adèle Haenel insiste par ailleurs sur la nécessité de parler publiquement, espérant « libérer d'autres paroles », exprime sa reconnaissance à l'égard du mouvement #MeToo et évoque un nouvel « engagement politique »,,. À travers son propos selon lequel « Les monstres ça n'existe pas », France Info relève qu'elle ne cherche pas tant « à pointer du doigt un individu que d'interroger la responsabilité de la société française sur les violences faites aux femmes ».
En décembre 2019, dans un article que Marianne présente comme étant une « contre-enquête », l'hebdomadaire critique plusieurs aspects de l'enquête de Mediapart et estime que Christophe Ruggia y est présenté d'une manière tendancieuse « dès le début de l'article ». L'hebdomadaire relaie également que Christophe Ruggia « croit posséder l'explication de la « haine » nourrie par l'actrice à son égard depuis tant d'années » : après lui avoir promis qu'elle jouerait dans son prochain film, il lui aurait annoncé que son producteur ne voulait pas d'elle, qu'il voulait des « stars ». Adèle Haenel, qui, selon le réalisateur, n'était à l'époque pas retenue aux castings qu'elle passait et « misait tout sur son prochain film », lui aurait alors « envoyé une lettre d'une violence inouïe où elle racontait qu'elle stoppait le cinéma parce qu'[il l'avait] trahie et manipulée »,.

## Traitement judiciaire

### Premiers développements
Un débat a lieu entre experts en droit pour déterminer si les faits décrits par Adèle Haenel sont prescrits, l'article 8 du code pénal fixant les délais de prescription ayant été modifiés sept fois depuis le début des années 2000,.
En outre, le délit de harcèlement sexuel avait été abrogé par le Conseil constitutionnel en mai 2012.

### Plainte
Initialement, lors de la publication par Mediapart de l'enquête et de l'entretien avec elle début novembre 2019, l'actrice déclare ne pas vouloir porter plainte, se défiant de la justice. Le parquet de Paris s'auto-saisit alors de l'affaire, décidant l'ouverture d'une enquête préliminaire pour des faits d'« agressions sexuelles sur mineure de 15 ans par personne ayant autorité » et « harcèlement sexuel ». Le 26 novembre 2019, auditionnée dans le cadre de cette enquête judiciaire, l'actrice choisit finalement « ne pas se dérober » et saisit la justice,.
Ses avocats — qui soulignent qu'« aucun » des faits dénoncés ne leur « apparaît prescrit » — précisent que trois raisons ont conduit Adèle Haenel à s’engager « activement dans cette procédure » :
- le premier pas ayant été franchi par l'institution judiciaire, l'actrice considère qu' « il est de [sa] responsabilité de justiciable comme de personnalité publique d’y prendre part, au regard de la gravité des faits dénoncés et des conséquences pour chacun » ;
- « les dénégations publiques » de Christophe Ruggia « l’ont déterminée à obtenir judiciairement la reconnaissance de son statut de victime » ;
- enfin, « consciente que [son] cas est observé notamment par un grand nombre de victimes, [elle] espère que cette affaire participera au développement d’un système judiciaire plus apte à les accompagner dignement et à recevoir leurs récits sur des faits difficiles à dénoncer et à faire juger »[25].

En janvier 2020, Christophe Ruggia est suspendu de la Société des réalisateurs de films jusqu'à l'issue de la procédure judiciaire.

### Mise en examen
Le 14 janvier 2020, Christophe Ruggia est interpellé et placé en garde à vue par les services de police, tandis que son domicile est l'objet d'une perquisition,. Le 16 janvier 2020, après 48 heures de garde à vue, il est mis en examen pour « agressions sexuelles sur mineur de 15 ans par personne ayant autorité sur la victime ». En janvier 2020, ses avocats contestent les conditions de son contrôle judiciaire, Christophe Ruggia ayant l'obligation de se soumettre à des soins psychologiques. Ils argumentent que cela pourrait faire croire à la presse « qu’il souffre d’une affection psychologique ou psychiatrique quelconque, ce qui est contraire à la réalité ». L'obligation est annulée en février 2020. En septembre 2021, ses avocats obtiennent la nullité de la garde à vue. Ils avaient notamment plaidé que rien ne pouvait laisser penser au parquet que Christophe Ruggia ne se rendrait pas à une convocation de police et ils déploraient une « confrontation organisée en pleine nuit aux alentours de la quarantième heure de garde à vue ». La mise en examen est toutefois maintenue.

### Procès
En février 2024, le parquet de Paris requiert un procès contre Christophe Ruggia pour « agressions sexuelles aggravées sur mineur de 15 ans » en retenant comme circonstances aggravantes la minorité de l’actrice au moment des faits reprochés et la position d’autorité du réalisateur,. Le procès s'ouvre en décembre 2024,. À l'audience comme pendant l'enquête, Christophe Ruggia nie les faits, et accuse l'ancienne actrice de lui reprocher de ne pas lui avoir proposé d'autres rôles. Cinq ans de prison dont deux ans ferme sous bracelet électronique sont requis. La décision est mise en délibéré au 3 février. Ce jour-là, il est condamné à quatre ans de prison, dont deux ferme sous bracelet électronique.

## Réactions

### Soutiens à Adèle Haenel
Le Monde souligne que « la profession, quasiment dans son ensemble, a déclaré son soutien total à l'actrice à travers ses instances représentatives », ce qui constitue un « fait très rare » : la Société des réalisateurs de films (SRF), la Société civile des auteurs, réalisateurs et producteurs indépendants (ARP), Unifrance et le Syndicat des producteurs indépendants (SPI) publient des communiqués saluant sa prise de parole. Adèle Haenel reçoit par ailleurs le soutien de nombreuses personnalités, notamment du ministre de la Culture Franck Riester, de Brigitte Macron, des acteurs Isabelle Adjani, Marion Cotillard, Julie Gayet, Jean Dujardin, Gilles Lellouche et Omar Sy,,,,.

### Répercussion sur le traitement des violences faites aux femmes
De nombreux observateurs estiment rapidement que le témoignage d'Adèle Haenel « fera date » et constitue un « basculement » dans l’histoire de l’émancipation des femmes en France et dans l’histoire des médias : Daniel Schneidermann évoque « cette rare impression, d’assister à un moment de basculement, au déroulement majestueux, implacable, de l’Histoire en train de s’écrire » ; Libération, « une bascule vers une prise de conscience plus large des violences faites au femmes, dans le cinéma et au-delà »,,. Emily Barnett, critique aux Inrockuptibles, estime qu'avec son témoignage, Adèle Haenel « est devenue une icône de liberté, d’égalité et de sororité ».
Adèle Haenel est la première actrice de premier plan du cinéma français à dénoncer publiquement des abus sexuels,. Certains observateurs soulignent l'aspect inédit de la situation dans laquelle la femme qui accuse est plus puissante que l’homme qu’elle met en cause,. Michel Guerrin, rédacteur en chef au Monde, considère que l’enquête et l'entretien vidéo donné à Mediapart « sont inédits par leurs formes » : « Depuis deux ans, des médias du monde entier accumulent les récits de femmes dénonçant un harcèlement – 80 témoignages contre Weinstein par exemple. L’enquête de Mediapart inverse la proposition : une seule actrice mais une trentaine de témoins qui disent ce qu’ils ont vu lors du tournage des Diables ».
Certains observateurs considèrent qu'Adèle Haenel pourrait relancer le mouvement #metoo en France,. Une semaine après l'enquête et l'entretien, le magazine Les Inrockuptibles souligne que son témoignage « a provoqué une onde de choc que les personnes de l’industrie […] interrogées ont ressentie dans leur chair, comme si le cinéma, à travers la parole d’une grande actrice, avait retrouvé subitement sa pertinence majoritaire, sa capacité d’action sur la société ». D'après Le Devoir, « la France aura mis beaucoup plus de temps que l’Amérique du Nord à s’attaquer aux délits sexuels de ses artistes. Voici que le milieu du cinéma, par nature olé olé et machiste, sonne la fin de l’omerta ».

### Débat sur la médiatisation et la judiciarisation des accusations
Début novembre, lors du déclenchement de l'affaire, l'actrice déclare ne pas vouloir porter plainte : elle met en cause le fait qu'« une plainte pour viol sur dix aboutit à une condamnation » et un système judiciaire qui « condamne si peu les agresseurs », appelant la justice à « se remettre en question pour être représentative de la société »,. Le même jour, la ministre de la Justice, Nicole Belloubet salue la prise de parole « très courageuse » de l'actrice et l'invite à « saisir la justice », cette dernière lui semblant au contraire « en capacité de prendre en compte ce type de situations ». La ministre déclare : « Elle en sortira renforcée et la situation de la personne qui est mise en cause également », tout en jugeant qu'il est « difficile » que le parquet s'auto-saisisse des faits « tels [qu'elle les a] lus »,. C'est pourtant ce que fait le parquet le jour même, confiant l'ouverture d'une enquête préliminaire à l'Office Central de la Répression de la Violence faite aux Personnes (OCRVP) pour des faits « d'agressions sexuelles sur mineure de 15 ans par personne ayant autorité » et pour « harcèlement sexuel ».
En contradiction avec Nicole Belloubet qui estime la justice capable de traiter ce type d'affaires, Marlène Schiappa, secrétaire d'État chargée de l'Égalité entre les femmes et les hommes, dit « partager, hélas, le constat d'Adèle Haenel », et évoque un « à quoi bonisme ? » des femmes face à la justice. Le discours de la ministre de la Justice Nicole Belloubet évolue ensuite : quinze jours plus tard, elle reconnait les dysfonctionnements de la chaîne pénale dans ce contexte. Par ailleurs, Christophe Castaner, ministre de l'Intérieur, invite Adèle Haenel à « faire confiance à la justice » et juge nécessaire de « porter plainte de façon systématique » dans de tels cas.
Avant qu'Adèle Haenel ne décide de porter plainte, différents professionnels dans le domaine de la justice ou personnalités — Denis Salas (magistrat), Olivia Dufour (juriste, journaliste et auteure), Daniel Bougnoux (philosophe) ou encore Hugues Serraf (journaliste) — s'inquiètent des risques d’un tribunal des médias ou des réseaux sociaux, qui constitueraient une sorte de justice parallèle contournant les institutions judiciaires traditionnelles au motif que ces dernières seraient inefficaces. Selon eux, ce tribunal médiatique fait primer l’émotion sur la raison et permet à la victime d'écrire son récit de manière unilatérale, évitant « le contradictoire », parfois douloureux, sur lequel repose les procédures judiciaires. Ces observateurs redoutent également que le témoignage d’Adèle Haenel ne détourne les victimes du recours à la justice alors qu'il s'agit, pour la plupart, de leur seul recours,,,,,.
Le 25 novembre, à la suite des propos d'Adèle Haenel marquant sa défiance vis-à-vis de la justice, plusieurs magistrats, dont François Molins, réagissent dans une tribune du Monde. Ils assurent que « l'institution judiciaire est consciente de la gravité et de l'ampleur du phénomène » des violences faites aux femmes et qu'ils souhaitent une « justice, à l'image de la société, qui progresse et s'adapte pour mériter la confiance ». Ils appellent les femmes à « se tourner vers la justice » et rappellent que, en vertu des règles de la procédure pénale, de la présomption d’innocence et du principe du contradictoire, « Les enceintes judiciaires, sanctuarisées par des siècles de civilisation et des décennies de démocratie, doivent rester les lieux de la justice, des plaintes légitimement entendues et des sanctions légalement prononcées »,.

## Prolongements
Quelques jours après la publication de l'enquête de Mediapart, la photographe Valentine Monnier accuse Roman Polanski de l'avoir violée et frappée en 1975, alors qu'elle était âgée de 18 ans : elle explique que c'est en raison de la sortie au cinéma du film J'accuse qu'elle a pris la décision de parler, et que le témoignage d'Adèle Haenel lui a donné « les dernières forces nécessaires ». Adèle Haenel est l'une des rares figures du cinéma à lui apporter son soutien. Quelques semaines plus tôt, elle avait obtenu que la projection en avant-première de J'accuse au Festival de La Roche-sur-Yon soit accompagnée d'un débat ayant pour sujet « Qu’est-ce que la différence entre l’homme et l’artiste ? », compte tenu de la situation judiciaire de Roman Polanski et des accusations de violences sexuelles le visant.
Adèle Haenel participe à la marche contre les violences sexuelles et sexistes, qui se tient à Paris le 23 novembre 2019. Dans les cortèges, de nombreuses pancartes lui rendent hommage pour son témoignage, ou citent ses propos.
S'exprimant en février 2020 au sujet de la 45e cérémonie des César, elle met en garde contre la possibilité que Roman Polanski remporte un trophée — J'accuse recueillant 12 nominations —, estimant que ce serait « cracher au visage de toutes les victimes ». Alors que Roman Polanski est récompensé (en son absence) du César du meilleur réalisateur, elle quitte la cérémonie en signe de réprobation.